# Jaderná elektrárna Diablo Canyon
Jaderná elektrárna Diablo Canyon (anglicky Diablo Canyon Power Plant) je provozní jadernou elektrárnou ve Spojených státech. Leží poblíž Avila Beach v San Luis Obispo County v Kalifornii. Po uzavření jaderné elektrárny San Onofre se jedná o jedinou provozní jadernou elektrárnu v Kalifornii. Vlastní ji a provozuje společnost Pacific Gas & Electric. Reaktory elektrárny dodala a vybudovala americká společnost Westinghouse. Diablo Canyon zaměstnává přibližně 1200 pracovníků. V roce 2014 elektrárna vyráběla elektřinu za cenu 6 centů za kWh, což je méně, než průměrná cena jiných výrobců elektřiny ve státě.

## Historie a technické informace

### Počátky
Společnost Pacific Gas & Electric Company prošla šesti lety veřejných slyšení, referend a soudních sporů, aby mohla být elektrárna vůbec schválena. Hlavní obavou o elektrárny bylo, zda bude dostatečně odolná proti zemětřesení. Nakonec byla lokalita elektrárny označena za bezpečnou.

### Reaktory
Elektrárna provozuje celkem dva jaderné reaktory. První z nich začal být budován dne 23. dubna 1968. Jedná se o čtyřsmyčkový tlakovodní reaktor Westinghouse M412. Jeho hrubý výkon je 1197 MW a čistý výkon po odečtení vlastních potřeb bloku činí 1138 MW. Do sítě byl připojen dne 11. listopadu 1984 a do komerčního provozu vstoupil dne 7. května 1985.
Výstavba druhého bloku byla zahájena dne 9. prosince 1970. Jedná se opět o čtyřsmyčkový tlakovodní reaktor Westinghouse M412. Hrubý výkon reaktoru je 1197 MW a čistý výkon po odečtění vlastních potřeb bloku je 1118 MW. Do sítě byl připojen 20. října 1985 a komerční provoz nastal 13. března 1986.
Dva reaktory elektrárny vyrábí dostatek elektřiny pro zhruba 3 miliony lidí.

#### Chlazení
Oba reaktory používají ke chlazení vodu z Tichého oceánu. Na rozdíl od většiny pobřežních elektráren je Diablo Canyon navržen tak, aby mohla být voda recyklována a aby byl zajištěn minimální dopad na oceánské ekosystémy. V roce 2014 bylo navrženo chladicí systém přestavět tak, aby elektrárna mohla používat chladicí věže a ještě více se tak zamezil dopad na oceánský život.

### Protesty proti elektrárně

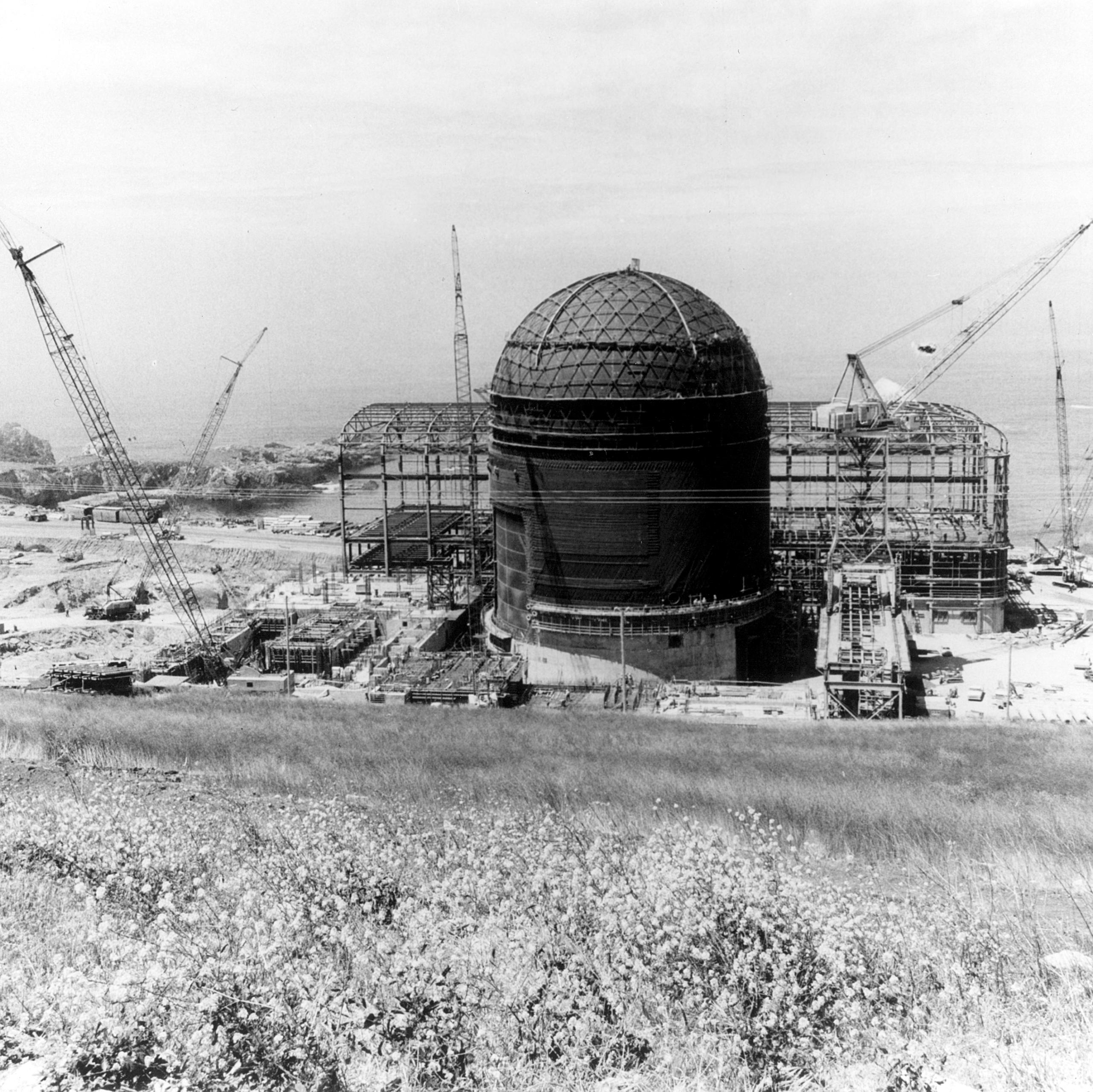
Výstavba prvního bloku elektrárny

Diablo Canyon byl postaven a uveden do provozu uprostřed právních výzev a občanské neposlušnosti ze strany protijaderných demonstrantů Abalone Alliance. Během dvoutýdenního období v roce 1981 bylo zatčeno a posláno do vězení okolo 1900 aktivistů za protest v areálu elektrárny. Jednalo se o největší zatčení, co se týče počtu lidí v historii amerického protijaderného hnutí.

### Vyřazení z provozu
Reaktory měly od NRC udělenou licenci do let 2024 a 2025, přičemž provozní společnost uvedla, že protože kalifornské energetické předpisy dávají obnovitelným zdrojům přednost před jadernými, bude elektrárna pravděpodobně fungovat pouze na polovinu nominálního výkonu, což by ji učinilo nerentabilní. Úplné vyřazení elektrárny z provozu bude podle odhadů trvat desetiletí a stát téměř 4 miliardy dolarů. Udržení elektrárny v provozu do roku 2045 by mohlo ušetřit až 21 miliard dolarů. V prosinci 2023 NRC schválila prodloužení licencí o 5 let, do roku 2030.

### Okolní obyvatelstvo
NRC definuje dvě zóny havarijního plánování kolem jaderných elektráren. První o poloměru 16 kilometrů, která se týká především vystavení radioaktivní kontaminace vzduchu a poté druhou o poloměru 80 kilometrů, jež se zabývá kontaminací potravin a vody.
Podle studie NRC zveřejněné v srpnu 2010 byl odhad každoročního rizika zemětřesení dostatečně silného na to, aby způsobilo poškození aktivní zóny reaktoru 1 ku 23 810.

## Informace o reaktorech
| Reaktor         | Typ reaktoru      | Výkon   | Výkon   | Zahájení výstavby | Připojení k síti | Uvedení do provozu | Uzavření |
| Reaktor         | Typ reaktoru      | Čistý   | Hrubý   | Zahájení výstavby | Připojení k síti | Uvedení do provozu | Uzavření |
| --------------- | ----------------- | ------- | ------- | ----------------- | ---------------- | ------------------ | -------- |
| Diablo Canyon-1 | Westinghouse M412 | 1138 MW | 1197 MW | 23. 4. 1968       | 11. 11. 1984     | 7. 5. 1985         | 2029     |
| Diablo Canyon-2 | Westinghouse M412 | 1118 MW | 1197 MW | 9. 12. 1970       | 20. 10. 1985     | 13. 3. 1986        | 2030     |